# Atzembla (grup de música)
Atzembla és un grup musical que naix a l'Horta Nord, València, el 2008, amb una combinació musical de punk, rock i ska.
Les seues lletres són combatives i estan marcades per la disconformitat i la lluita social. Per exemple, en fer la promoció d'El teu viatge, declaren que la música és l'eina que tenen per difondre un missatge de disconformitat. De la mateixa manera, el videoclip de Cors armats té com a escenari el barri del Cabanyal a València, pel seu exemple de lluita veïnal i social.
En 2016 presenten 4 temes d'un nou treball, amb els quals es reivindiquen com una de les bandes combatives més en forma. L'EP compta amb la col·laboració de membres del grup Mafalda i d'Esne Beltza.
Al seu tercer disc, Instint, deixen de banda la dolçaina per tal d'explorar les sonoritats més contundents del hardcore o la cadència del funk. En les seues lletres, mantenen el "compromís social", però també apareixen continguts de caràcter més intimista i personal. En este últim àlbum col·laboren alguns components d'Atupa.

## Discografia
- Arrels (autoedició, 2010)
- El teu viatge (autoedició, 2012)
- Cors armats, EP (autoedició, 2016)[5]
- Instint (autoedició, 2018)